# Cretacolor
Cretacolor es una empresa de Austria dedicada a la producción de instrumentos para fines artísticos. En 1792 Joseph Hardtmuth, un inventor de Austria, fundó una empresa de lápices, produciendo los primeros lápices con mina de grafito quemado: En ese entonces, todas las minas de lápices eran cortadas de bloques de grafito. Hardthmuth mezcló polvo de grafito con arcilla y las calentó a más de 900 °C, produciendo minas muy resistentes.
Desde la Segunda Guerra Mundial, la compañía se concentró en crear lápices de arte de gran calidad.